# Gage immobilier en droit français
Le gage immobilier anciennement appelé antichrèse est une sûreté réelle immobilière, contrat par lequel un débiteur remet un immeuble lui appartenant à un créancier pour garantir l'exécution d'une obligation. Le bénéficiaire de la garantie peut cependant lui louer la chose sans quoi cette sûreté demeure peu attractive.
En droit français, c'est la LOI n° 2009-526 du 12 mai 2009 de simplification et de clarification du droit et d'allègement des procédures (1) en son article 10 alinea 32, qui est venu remplacer le terme « antichrèse » dans le code civil par les mots « gage immobilier ».

## Conditions
- Contrat écrit et notarié (nécessaire pour la preuve du contrat et pour la publication de la sûreté immobilière).

- Par principe : remise effective de l'immeuble au créancier, mais possibilité pour le constituant de donner à bail à l'antichrésiste lui-même l'immeuble objet du contrat d'antichrèse.

- Publicité du contrat d'antichrèse. Rendue obligatoire par l'article 28 du décret du 4 janvier 1955 par rédaction d'un acte notarié. C'est une condition d'opposabilité aux tiers.

## Effets de l'antichrèse

### Prérogatives du créancier antichrésiste
- Avant l'échéance de la dette :
  - jouissance de la chose : droit aux fruits et aux revenus, à charge de les imputer sur les intérêts de la créance, puis sur la créance principale, d'entretenir l'immeuble et d'en payer les charges annuelles.
  - droit de suite : l'antichrésiste peut reprendre la possession qui lui a été enlevée en ayant recours aux actions possessoires
- À l'échéance de la dette, en cas de non-paiement :
  - droit de rétention : (art. 2087 al.1er du Code civil) droit opposable aux personnes titulaires d'un droit postérieur à la publication de l'antichrèse (art. 2091 al.1er du Code civil). A pour effet de geler les effets d'une procédure de purge engagée par un tiers-acquéreur de l'immeuble. Lorsque l'antéchrésiste a réalisé des améliorations, il doit se voir indemnisé du montant de la plus value (limitée au montant engagé pour la réalisation desdites améliorations).
  - droit de faire vendre l'immeuble : (article 2088 du Code civil) droit de provoquer la vente par les voies légales, mais aucunement droit de se faire attribuer l'immeuble par une clause de voie parée. Cependant, depuis l'ordonnance de 2006 portant réforme du droit des sûretés, le pacte commissoire ainsi que l'attribution judiciaire sont permis. Ainsi, en vertu de l'article 2388 du code civil, qui renvoie lui-même à l'article 2459 prévoyant le pacte commissoire, ce dernier peut être mis en œuvre dans le cadre de la réalisation d'une antichrèse.
  - droit de préférence sur le prix : droit consacré par la doctrine équivalent au droit du gagiste.

### Obligations du créancier antichrésiste
- Administration en bonus pater familias (bon père de famille).
- Obligation d'assurer les grosses réparations ainsi que les réparations d'entretien.
- Obligation d'acquitter les charges liées au bien. Si celles-ci sont trop lourdes, il peut rendre la jouissance de l'immeuble au débiteur.
- Obligation de rendre l'immeuble lors de l'extinction de la créance.

## Extinction de l'antichrèse
- En raison de l'extinction de la créance objet du contrat.
- Pour causes propres : renonciation du créancier antichrésiste, perte de la chose ou déchéance du droit (abus dans le droit de jouissance de l'immeuble par exemple).